# Cnesterodon
Cnesterodon – rodzaj ryb karpieńcokształtnych z rodziny piękniczkowatych (Poeciliidae).

## Klasyfikacja
Gatunki zaliczane do tego rodzaju:
- Cnesterodon brevirostratus
- Cnesterodon carnegiei
- Cnesterodon decemmaculatus – żyworódka dziesięcioplama[4]
- Cnesterodon holopteros
- Cnesterodon hypselurus
- Cnesterodon iguape
- Cnesterodon omorgmatos
- Cnesterodon pirai
- Cnesterodon raddai
- Cnesterodon septentrionalis